# Espectrina

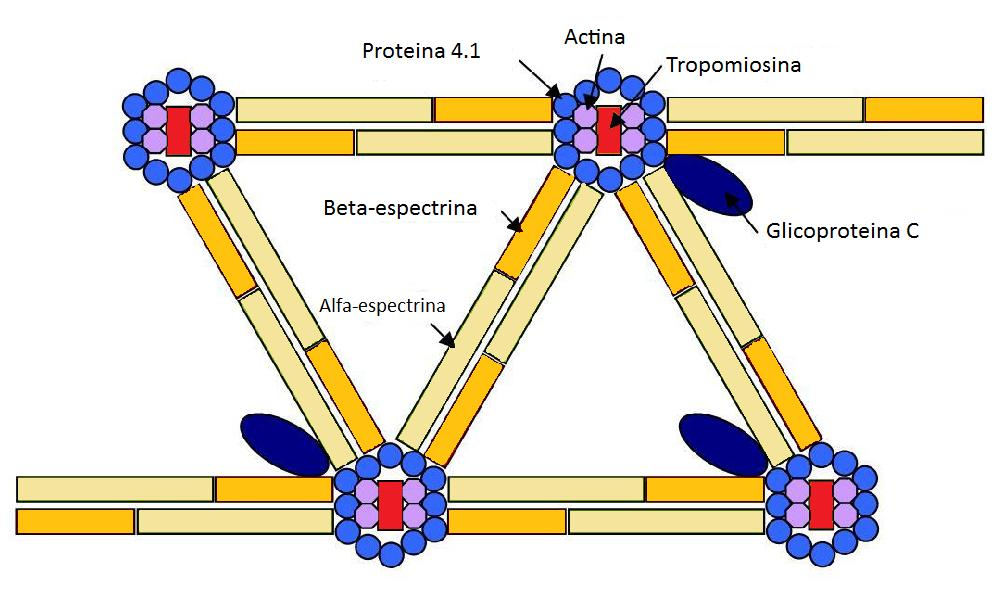
Estructura del l'espectrina.

L'espectrina és una proteïna del citoesquelet que cobreix la part intracel·lular de la membrana plasmàtica de molts tipus de cèl·lules adoptant disposicions pentagonals o hexagonals, donant suport estructural i jugant un paper important en el manteniment de la integritat de la membrana plasmàtica i de l'estructura del citoesquelet. Les disposicions hexagonals són formades per tetràmers d'espectrina associades a curts filaments d'actina en els extrems del tetràmer. Aquests curts filaments d'actina actuen com complexos d'unió permetent la formació de la xarxa hexagonal.
En alguns tipus de lesions cerebrals, com és la lesió axonal difosa, l'espectrina és irreversiblement trencada per l'enzim proteolític calpina, destruint el citoesquelet. La divisió de l'espectrina causa bombolles i fins i tot la degeneració, que normalment porta a la mort de cel·lular.

## L'espectrina en els eritròcits
La conveniència de fer servir eritròcits en comparació amb altres tipus de cèl·lules significa que han esdevingut el model estàndard per a la investigació de l'espectrina del citoesquelet. L'espectrina dimèrica està formada per l'associació lateral de monòmers de αI i βI per formar dímers, dímers que llavors s'associen en una formació de cap amb cap per formar el tetràmer. L'associació cap amb cap d'aquests tetràmers amb els curts filaments d'actina produeixen els complexos hexagonals que podem observar.
L'associació amb la cara intracel·lular de la membrana plasmàtica és d'interacció indirecta a través d'interaccions directes amb proteïnes 4.1 i anquirina amb proteïnes transmembrana. En els animals, l'espectrina constitueix la xarxa que proporciona la forma de les cèl·lules sanguínies vermelles.
El model dels eritròcits demostra la importància de la espectrina citoesquelètica en què les mutacions de espectrina usualment causen defectes hereditaris de l'eritròcit, incloent eliptocitosis hereditària i esferocitosis hereditària.

## L'espectrina en els invertebrats
Hi ha tres tipus d'espectrina en els invertebrats: α, β i βH. Una mutació en l'espectrina β en C. Elegans resulta en un fenotip no coordinat en els quals els cucs són paralitzats i molt més curts que els de tipus salvatge. A més dels efectes morfològics, les mutacions de la UNC-70 també produeixen neurones defectuoses. El nombre de neurones és normal però el creixement neuronal és defectuós.
De la mateixa manera, l'espectrina té un paper en les neurones de la Drosophila. El no funcionament de α i β espectrina en les neurones de la Drosophila melanogaster resulta de neurones que són morfològicament normals però tenen reduïda la neurotransmissió en les unions neuromusculars. En els animals, l'espectrina constitueix la xarxa que proporciona la forma de les cèl·lules sanguínies vermelles.

## L'espectrina en els vertebrats
La família dels gens de l'espectrina ha patit una expansió durant l'evolució. En comptes d'un gen α i dos gens β en els invertebrats, hi ha dos α espectrines (αI i αII) i cinc β espectrines (βI fins a βV), sent anomenades a mesura que van anar sent descobertes.
En els humans els gens són:
- element A Alfa: SPTA1, SPTAN1
- element B Beta: SPTB, SPTBN1, SPTBN2, SPTBN4, SPTBN5

La producció d'espectrina és promoguda pel factor de transcripció GATA1.
Hi ha algunes proves del paper de l'espectrina en el teixit muscular. En les cèl·lules del miocardi, la distribució de l'espectrina αII coincideix amb Z-discos i membrana plasmàtica de miofibrilles. A més, ratolins amb no funcionament de les anquirines (ankB) tenen problemes amb l'homeòstasi de calci en el miocardi. Els ratolins afectats tenen pertorbades les Z-bandes i la morfologia dels sarcòmers. En aquest model experimental, els receptors de riadonina i IP3 tenen una distribució anormal en miòcits de cultiu. La senyalització de calci de les cèl·lules de cultiu està pertorbada. En els humans, una mutació sense el gen AnkB resulta en la síndrome de QT llarg i la mort sobtada, donant força a l'evidència d'un paper de l'espectrina citoesquelètica en teixits excitables.